# المنظمة الدولية للمعايير
المنظمة الدولية للمعايير أو المنظمة العالمية للمواصفات والمقايس (بالإنجليزية: International Organization for Standardization) (بالفرنسية: Organisation internationale de normalisation) (الروسية: Международная организация по стандартизации) كما تسمى أيسو هي منظمة تعمل على وضع المعايير، وتضم هذه المنظمة ممثلين من عدة منظمات قومية للمعايير. تأسست هذه المنظمة في 23 فيفري1947 وهي تصرح عن معايير تجارية وصناعية عالمية. يكمن مقر هذه المنظمة في جنيف، سويسرا. بالرغم من أن الأيسو تعرف عن نفسها كمنظمة غير حكومية، ولكن قدرتها على وضع المعايير التي تتحول عادة إلى قوانين إما عن طريق المعاهدات أو المعايير القومية تجعلها أكثر قوة من معظم المنظمات غير الحكومية. تؤلف منظمة الأيسو عمليا حلف ذو صلات قوية مع الحكومات وتضم المنظمة حوالي 163 عضو من هيئة المعايير الدولية وقد أصدرت المنظمة الدولية للمعايير حتى الآن 22919 وثيقة في الزراعة والبناء والهندسة الميكانيكية وفي مجالات عديدة.

## وجه التسمية
تأتي كلمة إيسو (ISO) من اليونانية ἴσος (إسوس /ísos/) بمعنى المساواة؛ وبالتالي فهي ليست اختصاراً لعبارة International Organization for Standardization الإنجليزية ولا Organisation Internationale de Normalisation الفرنسية وإنما إشارة إليهما. قد ترد الكلمة على صورة أخرى — إيزو أو أيزو، تشبيها باللفظ الفرنسي /izo/ أو الإنجليزي /ˈaɪsoʊ/ و/ˈaɪsəʊ/ و/ˈaɪzo/ أيضا.
بما إن الأعضاء المؤسسين للمنظمة يعلمون أن الأحرف ISO لا تشكل بالضرورة الأحرف الأولى من كلمات اسم المنظمات بجميع اللغات لذلك قد قرروا أن يكون ISO الاسم الدولي للمنظمة. يعكس هذا الأمر هدف المنظمة وهو المساواة بين الثقافات المختلفة.

## حقوق نشر الوثائق
وثائق الأيزو محمية بحقوق النشر وتأخذ المنظمة رسوم معينة مقابل الحصول على نسخ من معظم المعايير. ولكن الحصول على معظم المسودات بشكل إلكتروني مجاني. رغم أنها مفيدة، يجب الحرص على استخدام هذه المسودات فهناك إمكانية لتغيير كبير قبل أن يصبح المعيار نهائيا. بعض المعايير من قبل المنظمة وممثلها الرسمي للولايات المتحدة واللجنة الكهروتقنية الدولية في الولايات المتحدة عن طريق اللجنة الوطنية وإتاحتها متوفرة بشكل مجاني.

## الأعضاء
لدى المنظمة 164عضوا وطنيا، من مجموع 195 بلدا في العالم.
لدى الأيزو ثلاث فئات للعضوية:
- أعضاء الهيئة: وهي الهيئات الوطنية التي تعتبر الأكثر تمثيلا للمعايير في كل بلد. هذه هي فقط أعضاء الأيزو التي يحق لها التصويت.
- الأعضاء المراسلة: هي الدول التي ليس لديها منظمات معايير. هؤلاء الأعضاء على علم بأعمال المنظمة، ولكنها لا تشارك في إصدار المعايير.
- الأعضاء المشتركة: من البلدان ذات الاقتصاديات الصغيرة. إنهم يدفعون رسوم مخفضة للعضوية، ولكن يمكن لهم متابعة تطور المعايير.

الأعضاء المشاركون يطلق عليهم اسم أعضاء "P" بدلا من الاسم أعضاء "O" المعطى للأفراد المراقبة.

## المنتجات
كون العديد من معايير الأيزو موجودة في كل مكان قد أدى في بعض الأحيان إلى استخدام «الأيزو» لوصف المنتج الفعلي الذي يتوافق مع المعيار. بعض الأمثلة على هذا ما يلي:
- صور الأقراص التي لاحقتها ISO للدلالة على أنها تستخدم نظام الملفات القياسي الأيزو 9660 عوضا عن نظام ملفات آخر، وبالتالي صور الأقراص المضغوطة عادة ما يشار إليها بالاسم «الأيزو». تقريبا كافة أجهزة الكمبيوتر التي تحتوي سواقات القرص المضغوط يمكنها قراءة الأقراص التي تستخدم هذا المعيار. بعض أقراص دي في دي أيضا تستخدم نظام الملفات الأيزو 9660.
- الحساسية للضوء الخاصة بالفيلم الفوتوغرافي (سرعة الفيلم)، هي التي وصفها الأيزو 5800:1987. وبالتالي، فإن سرعة الفيلم غالبا ما يشار إليها بأنها «رقم الأيزو».

## اللجنة الدولية للتقانة الكهربائية
للتعامل مع النتائج المترتبة من التداخل الكبير في مجالات المعايير والأعمال المتصلة بتكنولوجيا المعلومات، شكلت الأيزو واللجنة الدولية للتقانة الكهربائية اللجنة الفنية المشتركة المعروفة باسم أيزو واللجنة الدولية للتقانة الكهربائية (JTC1) كانت أول لجنة مشتركة من هذا القبيل، وحتى الآن لا تزال الوحيدة.

## انتقاد
باستثناء عدد قليل من المعايير المنعزلة، معايير الأيزو عادة ما تكون غير متوفرة مجانا، ولكن مقابل رسم الشراء، التي كان ينظر إليها البعض على أنها باهظة التكاليف بالنسبة للمشاريع الصغيرة المفتوحة المصدر.
إجراءات الأيزو\اللجنة الإلكتروتكنية الدولية (JTC1) السريعة قد حصلت على انتقادات في ما يتعلق بالتنسيق المفتوح XML الخاص بالتطبيقات المكتبية (الأيزو\اللجنة الإلكتروتكنية الدولية 29500). براين مارتن، منظم الأيزو\اللجنة الإلكتروتكنية الدولية (JTC1) السابق قد قال: «أود أن أوصي من يخلفني ربما حان الوقت لتمرير معايير WG1 إلى OASIS، حيث يمكن الحصول على الموافقة في أقل من عام وبعد ذلك القيام بتقديم تقييم الأداء للمعيار، والتي سوف تحصل على الكثير من الاهتمام وتتم الموافقة بشكل أسرع بكثير من المعايير حاليا وذلك ضمن WG1.»
التفاوت بين قواعد نظام تقييم الأداء والمسار السريع، ولجنة معايير الأيزو يجعل الأيزو أضحوكة في مجال تكنولوجيا المعلومات. أيام التنمية المفتوحة للمعايير تختفي بسرعة. بدلا من ذلك أننا نحصل على المعايير من قبل الشركات.
مارك شاتلوورث خبير أمن الحاسوب ومستثمر أوبونتو علق على وضع معيار التنسيق المفتوح XML الخاص بالتطبيقات المكتبية بقوله «أعتقد أنه يقلل من ثقة الشعوب بعملية وضع المعايير». وزعم شاتلوورث أن الأيزو لم يضطلع بمسؤوليته. كما أشار إلى أن مايكروسوفت قد ألحت على العديد من البلدان التي لم تشارك عادة في الأيزو وكدست لجان فنية مع موظفي ومزودي حلول ومسوقي مايكروسوفت المتعاطفة مع التنسيق المفتوح XML الخاص بالتطبيقات المكتبية.

## اقرأ أيضًا
- النظام الأوروبي للمعايير
- اللجنة الكهروتقنية الدولية
- الجودة

## وصلات خارجية
- موقع المنظمة الرسمي